# Horace Ashenfelter
Horace Ashenfelter, född 23 januari 1923 i Collegeville nära Philadelphia, Pennsylvania, död 6 januari 2018 i West Orange, New Jersey, var en amerikansk friidrottare.
Ashenfelter blev olympisk mästare på 3000 meter hinder vid olympiska sommarspelen 1952 i Helsingfors.